# Douglas Fowley
Douglas Fowley (The Bronx, 30 mei 1911 – Los Angeles, 21 mei 1998) was een Amerikaanse acteur. Hij was de vader van muziekproducent Kim Fowley.

## Biografie
Fowley werd geboren als Daniel Vincent Fowley op 30 mei 1911 in The Bronx (New York). Hij werkte aanvankelijk als ober en als redactieassistent voor The New York Times. Tijdens de Tweede Wereldoorlog diende hij bij de U.S. Navy op een vliegdekschip in de Stille Oceaan. Bij een explosie aan boord verloor hij zijn tanden. Ironisch genoeg zou hij later Doc Holiday spelen, een van de bekendste tandartsen in de Amerikaanse geschiedenis.
In 1933 maakte Fowley zijn filmdebuut naast Spencer Tracy in The Mad Game. Aan het begin van zijn acteercarrière werd hij meestal gecast als zware jongen of gangster in B-films. 
Andere films waarin hij te zien was, waren onder meer 20 Mule Team, Angels in the Outfield, Battleground, Armored Car Robbery, The Naked Jungle, The High and the Mighty en Walking Tall. Hij is wellicht het meest bekend van zijn rol als de gefrustreerde filmregisseur Roscoe Dexter in Singin' in the Rain uit 1952.
Op televisie was hij vooral bekend van zijn terugkerende rol als Doc Holliday in de populaire westernserie The Life and Legend of Wyatt Earp, nadat hij in het eerste seizoen van de serie Doc Fabrique had gespeeld. Deze rol gaf Fowley de kans om zijn flair voor comedy en andere acteervaardigheden te tonen als de scherpzinnige, sarcastische, alcohol drinkende, pokerende tegenspeler van de rechtschapen Wyatt Earp (Hugh O'Brian). Fowley speelde ook gastrollen in vele andere televisieseries, zoals Perry Mason, The Streets of San Francisco en My Three Sons.
Hij bleef acteren tot in de jaren zeventig en verscheen vaak op de aftiteling als "Douglas V. Fowley". Een van zijn laatste rollen was in Disney's The North Avenue Irregulars.
Fowley zou maar liefst zes of zeven keer getrouwd geweest zijn. Zijn laatste huwelijk uit 1961 met Jean Louise Paschall duurde tot zijn dood in 1998. Hij stierf op 21 mei 1998 in Woodland Hills (Los Angeles) op 86-jarige leeftijd.